# Actus reus
Als actus reus (lat. ‚schuldige Handlung‘; auch external element oder objective element) bezeichnet man im Strafrecht von England und Wales eine Voraussetzung der Strafbarkeit. Als positive Voraussetzung der Strafbarkeit (im Gegensatz zu den defences) umschreibt er den objektiven Tatbestand, d. h. alle Verbrechensbestandteile, die sich nicht auf die innere Einstellung des Täters zur Tat beziehen (subjektiver Tatbestand); letztere bezeichnet man als mens rea: “Actus non facit reum, nisi mens sit rea” (deutsch: „Keine Schuld ohne Bewusstsein der Schuld“). Worin der actus reus konkret besteht, ergibt sich aus dem jeweiligen Strafgesetz (Statute Law) oder aber dem Common Law.